# When the Moon Was Full
When the Moon Was Full (en persa: شبی‌ که ماه کامل شد‎) es una película dramática iraní de 2019 escrita y dirigida por Narges Abyar. Está basada en la historia real del hermano y cuñada de Abdolmalek Rigi, el exlíder del grupo terrorista Jundallah en la provincia de Sistán y Baluchistán en el sureste de Irán. Ganó el Crystal Simorgh a la mejor película y otros premios principales por su elenco y equipo en el 37 ° Festival Internacional de Cine Fajr en 2019. Fue producida por el esposo de Abyar, Mohammad Hossein Qassemi. 

## Sinopsis
La película cuenta la historia de Abdolhamid Rigi y Faezeh Mansuri, quienes se conocen cuando Abdolhamid está trabajando en la tienda de un bazar en Zahedán donde Faezeh y su madre son clientes. Abdolhamid es el hermano menor de Abdolmalek Rigi, el líder del grupo terrorista Jundallah (Soldados de Dios) que asaltó el sudeste de Irán mientras era apoyado por los talibanes. Abdolhamid se casa con Faezeh y la obliga a mudarse a Pakistán, junto con su hermano Shahab.  Faezeh y Shahab quedan atrapados en las actividades de Jundallah.  
La familia de Faezeh descubre que Jundallah la tomó cautiva en Pakistán. El grupo terrorista decapita a Shahab porque creen que es un agente iraní. Abdolmalek Rigi llama al padre de Faezeh y Shahab, y le dice que vea un video de la decapitación de su hijo en Al-Arabiya la noche siguiente. Faezeh tiene la oportunidad de escapar de Pakistán, pero decide quedarse allí con sus tres hijos. Por órdenes de Abdolmalek, Abdolhamid mata a Faezeh mientras ella está dormida.
En 2010, Abdolmalek viaja a Biskek desde Dubái en un avión regular de Airbus cuando un oficial de inteligencia iraní obliga al avión a aterrizar en Irán, lo que lleva al arresto de ambos hermanos Rigi y, después de que un tribunal los declara culpables de docenas de actos criminales, realizan su ejecución el mismo año. En ese momento, funcionarios iraníes acusaron a Estados Unidos y algunos países árabes de financiar las actividades de Abdolmalek Rigi. Los oficiales no identificados que arrestaron a los hermanos Rigi le dicen a los medios iraníes que Abdolmalek había estado camino a una reunión con el diplomático Richard Holbrooke cerca de Biskek.  

## Elenco
- Elnaz Shakerdoost como Faezah Mansuri.
- Houtan Shakiba como Abdolhamid Rigi.
- Armin Rahimian como Abdolmalek Rigi.
- Fereshteh Sadre Orafaee como la madre de los hermanos Rigi.[2]
- Pedram Sharifi como Shahab, el hermano de Faezah.
- Shabnam Moghadami como la madre de Faezeh y Shahab.

## Producción
Abyar viajó a áreas relacionadas para recopilar información sobre los hermanos Rigi y su grupo étnico, los Rigi. Presentó a Abdolmalek Rigi como miembro del grupo étnico Rigi que tiene antecedentes en el conflicto armado en Sistán y Baluchistán. En una conferencia de prensa en el 37.º Festival Internacional de Cine de Fajr, Abyar llamó al grupo étnico Rigi "una tribu respetable" y dijo: "Querían una película para diferenciarlos de los hermanos Rigi". 
El productor Mahmoud Razavi publicó en Instagram: "Hace unos años estaba interesado en producir una serie de televisión sobre Abdolmalek Rigi. Preparé una propuesta y se la di a un famoso director de cine iraní. Pero finalmente me dijo: 'Querido Mahmoud, amo mi vida; me matarán'.

## Premios

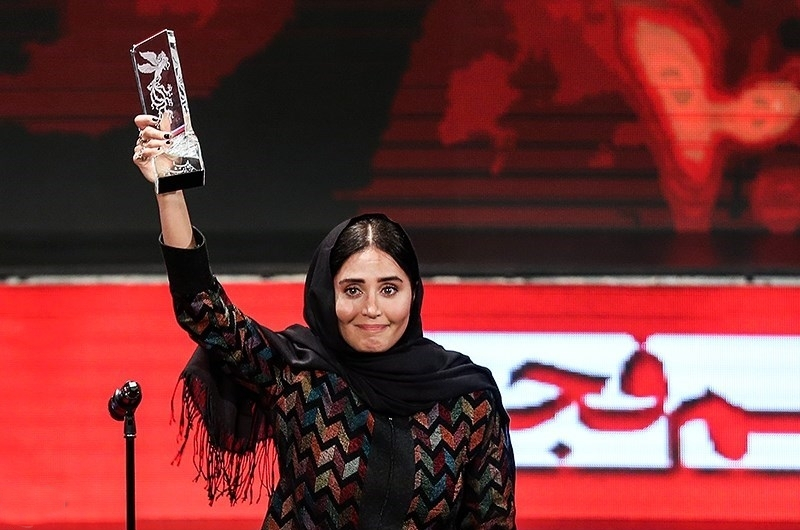
Elnaz Shakerdoost ganó el premio a mejor actriz Crystal Simorgh en el 37 ° Festival Internacional de Cine Fajr

When the Moon Was Full ganó el Crystal Simorgh a la mejor película en el 37 ° Festival Internacional de Cine Fajr en 2019. También ganó en las categorías de mejor película, mejor director (Narges Abyar), mejor actor (Houtan Shakiba), mejor actriz (Elnaz Shakerdoost), mejor actriz de reparto (Fereshteh Sadre Orafaee), mejor dirección de maquillaje (Iman Omidvari) y mejor diseño de vestuario.
Después de recibir los premios Crystal Simorgh, Abyar dijo: "Nunca fui nominada para ningún premio en mi país y me entristeció. Pero ahora gané el Simorgh y esto es realmente valioso para mí". El productor Mohammad-Hossein Qasemi, esposo de Abyar, donó su premio a Azam Mohsendoost, madre de Faezeh y Shahab. 